# Långsjön (Malexanders socken, Östergötland)
Långsjön är en sjö i Boxholms kommun i Östergötland och ingår i Motala ströms huvudavrinningsområde. Sjön har en area på 0,217 kvadratkilometer och ligger 169,2 meter över havet.

## Delavrinningsområde
Långsjön ingår i det delavrinningsområde (645619-146391) som SMHI kallar för Ovan 645547-146193. Medelhöjden är 160 meter över havet och ytan är 75,89 kvadratkilometer. Det finns inga avrinningsområden uppströms utan avrinningsområdet är högsta punkten. Åsboån (Kårarpsbäcken) som avvattnar avrinningsområdet har biflödesordning 3, vilket innebär att vattnet flödar genom totalt 3 vattendrag innan det når havet efter 133 kilometer. Avrinningsområdet består mestadels av skog (78 procent) och jordbruk (11 procent). Avrinningsområdet har 1,39 kvadratkilometer vattenytor vilket ger det en sjöprocent på 1,8 procent.